# Maienfeld
Maienfeld é uma comuna da Suíça, no Cantão Grisões, com cerca de 2.410 habitantes. Estende-se por uma área de 32,37 km², de densidade populacional de 74 hab/km². Confina com as seguintes comunas: Bad Ragaz (SG), Balzers (LI), Fläsch, Igis, Jenins, Malans, Mastrils, Nenzing (AT-8), Schaan (LI), Seewis im Prättigau, Triesen (LI), Zizers.
A língua oficial nesta comuna é o Alemão.

## Cidade-irmã
Cortaillod